# Tylko jeden (program telewizyjny)
Tylko jeden – polski program telewizyjny typu reality show emitowany na antenie Polsatu wiosną 2020 roku, prowadzony przez Blankę Lipińską.

## Produkcja
Wprowadzenie formatu pod nazwą Only One. Tylko jeden zapowiedziano w grudniu 2019, jednak miesiąc później podano do informacji, że tytuł programu zostanie zmieniony na Tylko jeden. Droga do KSW. W lutym tego samego roku ogłoszono, że program ostatecznie będzie zatytułowany Tylko jeden. Prowadzącą została Blanka Lipińska, zaś trenerami – Łukasz Zaborowski i Marcin Wrzosek oraz Mamed Chalidow i Borys Mańkowski (trenerzy finalistów).
Program realizowany był w willi w Gołkowie niedaleko Piaseczna – w tym samym miejscu, w którym mieszkali uczestnicy szóstej i siódmej edycji programu Big Brother.

## Zasady programu
W programie udział bierze dziesięciu mężczyzn, którzy rywalizują ze sobą w jednej kategorii wagowej na zasadach MMA. W każdym odcinku odbywa się walka, której przegrany odpada z dalszej rywalizacji. Pojedynki trwają dwie rundy po trzy minuty każda, w przypadku remisu pomiędzy zawodnikami dodana jest kolejna dogrywkowa runda. Uczestnicy mają ponadto ograniczony kontakt z najbliższymi, gdyż na czas projektu zamieszkują razem w jednym domu. Dwóch najlepszych uczestników miało mierzyć się ze sobą w finałowej walce podczas oficjalnej gali Konfrontacji Sztuk Walki we Wrocławiu, ale ta została odwołana z powodu pandemii COVID-19. Finał pierwszego sezonu odbył się w 8 odcinku programu. Program zwyciężył Tomasz Romanowski, który wypunktował po raz drugi Marcina Krakowiaka i otrzymał kontrakt z KSW o wartości 200 000 złotych.

## Spis edycji
| Edycja | Edycja | Sezon       | Odcinki | Premiera     | Finał       | Pora emisji                                      | Średnia oglądalność |
| ------ | ------ | ----------- | ------- | ------------ | ----------- | ------------------------------------------------ | ------------------- |
|        | 1.     | wiosna 2020 | 1–8 (8) | 6 marca 2020 | 1 maja 2020 | piątek 22.05 (odc. 1–3) piątek ok. 22 (odc. 4–8) | 515 tys.            |

## Uczestnicy
| Uczestnik             | Pseudonim         | Wynik                                             |
| --------------------- | ----------------- | ------------------------------------------------- |
| Tomasz Romanowski     | „Tommy”           | zwycięzca                                         |
| Marcin Krakowiak      | „Krakus”          | eliminacja w półfinale, powrót do finału          |
| Adrian Bartosiński    | „Bartos”          | wygrana w półfinale, rezygnacja z powodu kontuzji |
| Piotr Walawski        | „Leda”            | eliminacja w półfinale                            |
| Michał Sobiech        | „Dr Beast”        | zawodnik rezerwowy, rezygnacja z powodu kontuzji  |
| Karol Wesling         | —                 | eliminacja w ćwierćfinałach                       |
| Paweł Kiełek          | „Polish Prospect” | eliminacja w ćwierćfinałach                       |
| Kamil Dołgowski       | „Kamas”           | eliminacja w ćwierćfinałach                       |
| Mariusz Radziszewski  | „Radzik”          | eliminacja w ćwierćfinałach                       |
| Bartłomiej Gładkowicz | „Clark Kent”      | eliminacja przed walką ćwierćfinałową             |

## Wyniki pojedynków
| Etap         | Odcinek | Przegrany                                                                                         | Zwycięzca                                                                                         | Wynik                                                                                             | Uwagi |
| ------------ | ------- | ------------------------------------------------------------------------------------------------- | ------------------------------------------------------------------------------------------------- | ------------------------------------------------------------------------------------------------- | --- |
| ćwierćfinały | 1.      | Paweł Kiełek                                                                                      | Marcin Krakowiak                                                                                  | poddanie (duszenie gilotynowe) w 1 rundzie, 1:21                                                  | — |
| ćwierćfinały | 2.      | Mariusz Radziszewski                                                                              | Tomasz Romanowski                                                                                 | decyzja (jednogłośna) po 2 rundach                                                                | — |
| ćwierćfinały | 3.      | Kamil Dołgowski                                                                                   | Adrian Bartosiński                                                                                | TKO (przerwanie przez lekarza) po 1 rundzie                                                       | Po pierwszej rundzie lekarz zadecydował o zakończeniu pojedynku ze względu na stan oka Dołgowskiego. Według doktora istniała możliwość urazu wewnątrz czaszki.                                                        |
| ćwierćfinały | 4.      | Paweł Kiełek                                                                                      | Piotr Walawski                                                                                    | decyzja (jednogłośna) po 2 rundach                                                                | Początkowo pojedynek z Walawskim miał stoczyć Bartłomiej Gładkowicz, jednak nie osiągnął wymaganego limitu wagowego (ważył 83,8 kg, podczas gdy limit wynosił 81,5 kg). W związku z tym do gry powrócił Paweł Kiełek. |
| ćwierćfinały | 5.      | Karol Wesling                                                                                     | Michał Sobiech                                                                                    | decyzja (jednogłośna) po 2 rundach                                                                | Mimo iż pojedynek wygrał Michał Sobiech, to musiał odejść z programu przez wieloodłamowe złamanie kości nosa (byłby niedopuszczony do stoczenia pojedynku przez lekarza).                                             |
| półfinały    | 6.      | Piotr Walawski                                                                                    | Adrian Bartosiński                                                                                | KO (prawy podbródkowy) w 3. rundzie, 0:23                                                         | Zawodnicy zmierzyli się w dwóch rundach po cztery minuty, a nie jak wcześniej po trzy minuty. Po dwóch wyrównanych rozgrywkach sędziowie rozporządzili dogrywki w obu starciach.                                      |
| półfinały    | 6.      | Marcin Krakowiak                                                                                  | Tomasz Romanowski                                                                                 | decyzja (jednogłośna) po 3 rundach                                                                | Zawodnicy zmierzyli się w dwóch rundach po cztery minuty, a nie jak wcześniej po trzy minuty. Po dwóch wyrównanych rozgrywkach sędziowie rozporządzili dogrywki w obu starciach.                                      |
| —            | 7.      | W siódmym odcinku nie odbył się żaden pojedynek. Wielki finał odbył się 1 maja (w ósmym odcinku). | W siódmym odcinku nie odbył się żaden pojedynek. Wielki finał odbył się 1 maja (w ósmym odcinku). | W siódmym odcinku nie odbył się żaden pojedynek. Wielki finał odbył się 1 maja (w ósmym odcinku). | W siódmym odcinku nie odbył się żaden pojedynek. Wielki finał odbył się 1 maja (w ósmym odcinku). |
| finał        | 8.      | Marcin Krakowiak                                                                                  | Tomasz Romanowski                                                                                 | decyzja (jednogłośna) po 3 rundach                                                                | Adrian Bartosiński pomimo wygranego pojedynku z Piotrem Walawskim, nie wystąpił w finale z Tomaszem Romanowskim z powodu kontuzji dłoni. Ostatecznie „Bartosa” zastąpił półfinalista Marcin Krakowiak.                |